# إيل ريفر كروسينغ (نيو برونزويك)
إيل ريفر كروسينغ (بالإنجليزية: Eel River Crossing, New Brunswick)‏ هي قرية تقع في كندا في Restigouche County. يقدر عدد سكانها بـ 1,209 نسمة .